# Qalagah
Qalagah è un comune dell'Azerbaigian situato nel distretto di İsmayıllı. Conta una popolazione di 991 abitanti.